# Monkey River
Monkey River är ett vattendrag i Belize. Det ligger i distriktet Toledo, i den södra delen av landet, 100 km söder om huvudstaden Belmopan.